# Dong Zhiming
Dong Zhiming (chinês: 董枝明, pinyin: Dǒng Zhimíng; Weihai, 1 de janeiro de 1937 – 20 de outubro de 2024) foi um paleontólogo de vertebrados chinês anteriormente empregado no Instituto de Paleontologia de Vertebrados e Paleoantropologia em Pequim. Ele começou a trabalhar no IVPP em 1962, estudando com Yang Zhongjian, que era diretor na época. Ele descreveu restos fósseis de muitos dinossauros. Ele investigou e descreveu a Formação Shaximiao; uma contribuição importante para a ciência, uma vez que são compostos de leitos do Jurássico Médio que geralmente não produzem fósseis. É considerado o paleontólogo que mais descreveu gêneros de dinossauros considerados válidos até hoje.

## Biografia

### Começo da vida e formação
Dong Zhiming nasceu em 1° de janeiro de 1937 em Weihai, Shandong. Com 13 anos, Dong foi apresentado aos dinossauros por uma exposição de museu mostrando fósseis de hadrossauros. Dong se formou na universidade em 1962 em biologia.

### Carreira
Depois de se formar, Dong Zhiming começou a trabalhar no Instituto de Paleontologia de Vertebrados e Paleoantropologia em Pequim, onde foi orientado por Yang Zhongjian, o "pai da paleontologia chinesa de vertebrados". Yang ajudou a iniciar o estudo formal de fósseis na China durante a década de 1920 e continuou a liderar o campo da paleontologia chinesa mesmo após o término da cooperação com instituições estrangeiras em 1949. Mais de uma década depois, ele não participou mais do trabalho de campo, mas estava disposto a assumiu Dong como um estudante, especialmente depois que Dong deixou claro que estava interessado em pesquisar assuntos mais desafiadores, como dinossauros, em oposição a invertebrados, para os quais os fósseis eram mais abundantes e facilmente transportados. Nos três anos seguintes, Dong escreveu cerca de 600 artigos acadêmicos em inglês e mandarim. Dong participou de sua primeira expedição de campo em 1963, aos 26 anos, quando fazia parte de uma equipe de sete pessoas enviada pelo IVPP a um local a 180 milhas de Ürümqi, Xinjiang. Nesta expedição, Dong descobriu fósseis de um dinossauro saurópode.
Seguindo o conselho de seu falecido mentor, Dong Zhiming continuou sua pesquisa em paleontologia com foco na localização de fósseis que unem períodos conhecidos da evolução dos dinossauros e explicam as lacunas entre eles. Na década de 1980, ele gerou polêmica ao sugerir que os fósseis do dinossauro Segnosaurus e seus parentes pertenciam a uma nova ordem de dinossauros: Segnosaurischia. Historicamente, todos os dinossauros foram categorizados como pertencentes à ordem Ornithischia ou Saurischia, e a sugestão de Dong de uma terceira ordem gerou controvérsia. O paleontólogo americano Gregory S. Paul ofereceu seu apoio à teoria de Dong em 1984, mas que o Segnosaurus representava evidência não de uma terceira ordem de dinossauros, mas de que todos os dinossauros pertenciam a uma única ordem. Em última análise, pesquisas adicionais sobre Segnosaurus e Therizinosaurus provaram que o último era um terópode e que os dois pertenciam à mesma ordem, e assim os dinossauros uma vez propostos como pertencentes a Segnosaurischia foram atribuídos à ordem Saurischia. No entanto, Dong continuou a promover essa teoria de terceira ordem até 2008, pouco antes de sua aposentadoria.
Em um artigo de 1988 de autoria de Dong e traduzido para o inglês por Angela Milner, ele argumentou que descrições lendárias de ossos de dragão no I Ching e outras obras antigas poderiam ser atribuídas a fazendeiros chineses descobrindo e identificando erroneamente fósseis de dinossauros. Durante seu trabalho de campo, Dong também ocasionalmente encontrou fazendeiros modernos que acreditavam que grandes fósseis de dinossauros eram restos de dragões, e teve que convencê-los do contrário para adquirir os fósseis para estudo.
Junto com o coautor Paul Sereno, Dong revisou sua descrição inicial do Huayangosaurus, um anquilossaurídeo que ele descobriu em Dashanpu em 1979 e descreveu em 1982. Esta revisão de 1992 viu Dong e Sereno determinarem que o Huayangosaurus tinha uma espinha parassacral, ou uma coluna vertebral que corria adjacente ao sacro; e que os pedículos aumentados do animal podem ter ajudado a manter suas placas dorsais no lugar sem tendões ossificados para mantê-las na posição vertical.

## Reconhecimento

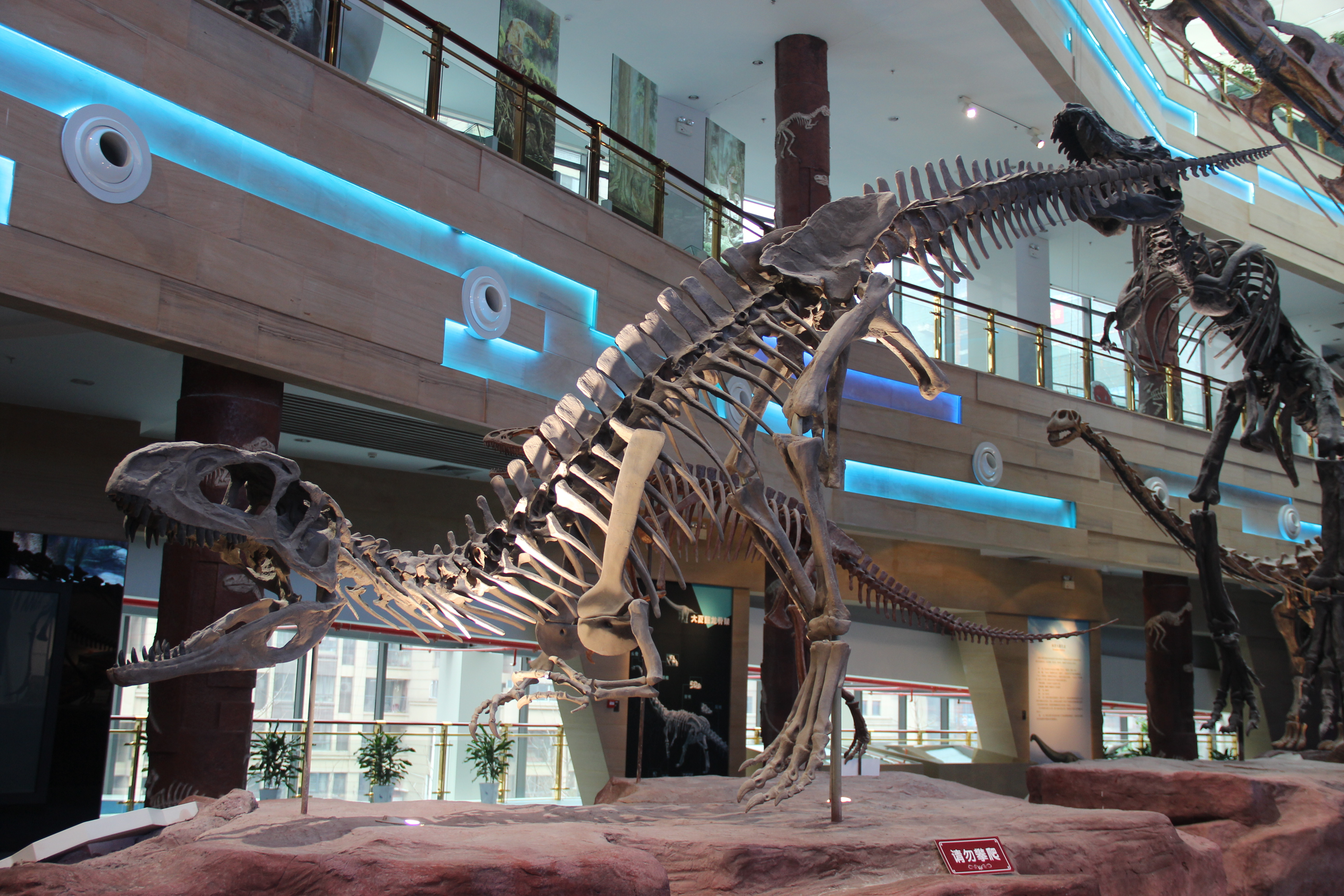
Esqueleto montado de Sinraptor dongi

Dong Zhiming descobriu e descreveu mais de 42 gêneros de dinossauros, dos quais 27 ainda são considerados válidos. Um estudo de 2008 descobriu que Dong ficou em quarto lugar em uma lista de pessoas responsáveis por nomear a maioria dos dinossauros; no entanto, quando apenas nomes válidos foram contados, Dong ficou em primeiro lugar, o que significa que ele nomeou mais espécies de dinossauros do que qualquer outro na história.
Embora a maioria dos nomes de Dong ainda sejam considerados válidos, alguns foram transferidos para outras famílias. Um desses exemplos é o Micropachycephalosaurus, nomeado por Dong por sua aparente relação com o mais conhecido Pachycephalosaurus, uma ligação na qual outros cientistas estavam menos inclinados a acreditar. Estudos de Richard J. Butler, Qi Zhao e outros pesquisadores lançam dúvidas sobre a colocação de Micropachycephalosaurus por Dong, e em 2011 o gênero foi reatribuído à subordem Ceratopsia.
O dinossauro Sinraptor dongi tem seu descritor específico em sua homenagem.

## Morte
Zhiming morreu no dia 20 de outubro de 2024, aos 87 anos.

## Publicações
Dong escreveu ou co-escreveu vários livros sobre dinossauros chineses, inclusive em inglês:
- Dong Zhiming (1988). Dinosaurs from China. [S.l.]: China Ocean Press, Beijing & British Museum (Natural History). ISBN 0-565-01073-5
- Dong Zhiming (1992). Dinosaurian Faunas of China. [S.l.]: China Ocean Press, Beijing. ISBN 3-540-52084-8